# Ray Kroc
Ray A. Kroc (sinh ngày 5 tháng 10 năm 1902 - mất ngày 14 tháng 1 năm 1984) là một trong số những nhân vật ảnh hưởng thế giới do tạp chí Time (Hoa Kỳ bầu chọn. 
Là một nhân viên kinh doanh, ông đi khắp mọi miền nước Mỹ để rao bán các sản phẩm. 
Năm 1954, khi đang bán máy pha sữa lắc cho các cửa hàng thức ăn nhanh, ông tình cờ quen anh em nhà Dick và Mac. Dick và Mac là người chủ đầu tiên của MacDonald's khi họ đã nghiên cứu quy trình sản làm bánh Hamburger với quy trình nhanh nhất để phục vụ người dùng.
Kroc đã thuyết phục hai anh em Dick và Mac để được kinh doanh nhượng quyền ở thành phố quê nhà của ông.
Năm 1955, sau một vài vụ kiện, Kroc đã mua lại thương hiệu từ anh em nhà Dick và Mac. Kroc đã xây dựng, phát triển nó trở thành thương hiệu thức ăn nhanh nổi tiếng nhất thế giới. Chính sự thành công của tập đoàn này không chỉ mang lại cho ông lợi nhuận lớn với hơn 500 triệu USD mà còn giúp Ray Kroc được biết đến với danh hiệu bất hủ Vua Hamburger(đa số người đã cho rằng ông là ngươi dựng lên đế chế McDonald's tuy nhiên ông chỉ là người giúp Mac và Dick bán Hamburger cho những vị khách " nhượng quyền")